# Поводник
Поводник (лат. Habenaria) — род многолетних травянистых растений, включённый в трибу Ятрышниковые (Orchideae) семейства Орхидные (Orchidaceae).

## Название
Русское название «поводник» является переводом латинского «Habenaria». Оно происходит от лат. habena — «уздечка, поводок», что относится к длинным узким лепесткам и долям губы некоторых видов.

## Ботаническое описание
Растения, включённые в род, произрастают на земле, реже — эпифиты. Корни заметные, иногда с явно выраженными яйцевидными или шаровидными корневищами.
Листья обычно растут из основания, реже от стебля, очерёдные, плёнчатые, иногда прижатые к земле.
Цветки собраны на концах цветоносов в короткие или довольно длинные кистевидные или колосовидные соцветия, небольшие или довольно крупные. Окраска венчика обычно белая или светло-зелёная, губа иногда красноватая или желтоватая. Центральный чашелистик вместе с лепестками образует «покрывало» над короткой и широкой колонкой. Боковые чашелистики изогнутые или оттопыренные. Губа 3-дольчатая, реже цельная, с узким длинным шпорцем, не приросшая к основанию колонки. Имеются два булавовидных поллиния с каудикулой, направленной к основанию. Рыльца в количестве двух, изолированы друг от друга, завязь изогнутая.

## Ареал
Большая часть видов произрастает в тропических районах как Северного, так и Южного полушария. Некоторые виды заходят на север в умеренный пояс. Многие виды редки и эндемичны. Вид Habenaria maitlandii был обнаружен лишь однажды в 1931 году в лесу Килум-Иджим в Камеруне на высоте 1860 м над уровнем моря. Ныне, вероятно, вымер. Habenaria batesii, также эндемик Камеруна, был найден дважды — в 1895 и 2001 годах. Habenaria mossii в настоящее время произрастает в семи местах в Южной Африке, количество растений в каждом из них не превышает 250.

## Таксономия
|  |                                      |  |                                                         |                                                         |                    |  | ещё 13 семейств (согласно Системе APG III) |                     |                     |                 |
|  |                                      |  |                                                         |                                                         |                    |  |                                            |                     |                     | более 600 видов |
|  |                                      |  |                                                         | порядок Спаржецветные                                   |                    |  |                                            |                     | род Поводник        |                 |
|  |                                      |  |                                                         | порядок Спаржецветные                                   |                    |  |                                            |                     | род Поводник        |                 |
|  | отдел Цветковые, или Покрытосеменные |  |                                                         |                                                         | семейство Орхидные |  |                                            |                     |                     |                 |
|  | отдел Цветковые, или Покрытосеменные |  |                                                         |                                                         |                    |  |                                            |                     |                     |                 |
|  |                                      |  | ещё 58 порядков цветковых растений (по Системе APG III) | ещё 58 порядков цветковых растений (по Системе APG III) |                    |  |                                            | ещё около 880 родов | ещё около 880 родов |                 |
|  |                                      |  |                                                         | ещё 58 порядков цветковых растений (по Системе APG III) |                    |  |                                            |                     | ещё около 880 родов |                 |

### Синонимы
- Aopla Lindl., 1834
- Ate Lindl., 1835
- Bilabrella Lindl., 1834
- Centrochilus Schauer, 1843
- Diplectraden Raf., 1837
- Dissorhynchium Schauer, 1843
- Habenella Small, 1903
- Habenorkis Thouars, 1809, nom. superfl.
- Itaculumia Hoehne, 1936
- Kryptostoma (Summerh.) Geerinck, 1982
- Macrocentrum Phil., 1870, nom. illeg.
- Montolivaea Rchb.f., 1881
- Nemuranthes Raf., 1837
- Pseudoperistylis Szlach. & Olszewski, 1998

### Виды
По информации базы данных The Plant List, род включает 837 видов. Некоторые из них:
- Habenaria decaptera Rchb.f., 1882
- Habenaria linearifolia Maxim., 1859 — Поводник линейнолистный
- Habenaria magnifica Fritsch, 1901,
- Habenaria robusta Welw. ex Rchb.f., 1867